# El rey de la montaña (pel·lícula de 2007)
El rey de la montaña és una pel·lícula espanyola de 2007 dirigida per Gonzalo López-Gallego basada en un guió de Javier Gullón i López-Gallego, i protagonitzada per Leonardo Sbaraglia (Quim) i María Valverde (Bea).

## Sinopsi
Quim va conduint a la recerca de la seva ex-xicota, quan es perd i queda atrapat en una espècie de laberint de camins. No té cobertura en el mòbil i decideix sortir per a trobar ajuda, però de sobte, una enigmàtica figura li dispara amb un rifle. En el seu intent de fugir d'aquell desconegut perill es troba amb una altra figura, en aquest cas és una noia anomenada Bea, que també està perduda. Ells encara no ho saben, però hauran de romandre units si no volen morir en aquest paisatge tan inhòspit.

## Repartiment
- Leonardo Sbaraglia com Quim
- María Valverde com Bea
- Thomas Riordan com a Germà Menor
- Andrés Juste com a Germà Major
- Pablo Menasanch com a Guàrdia Jove
- Francisco Olmo com a Guàrdia Major
- Manuel Sánchez Ramos com a Empleat Gasolinera

## Producció
La pel·lícula es va rodar en ubicacions de les províncies de Sòria, Burgos i Segòvia així com la  Regió de Madrid.

## Estrena
La pel·lícula es va estrenar a Amèrica del Nord el 8 de setembre de 2007 com a part del Festival Internacional de Cinema de Toronto de 2007 i va ser estrenada com a King of the Hill per la Weinstein Company. També es va projectar al XL Festival Internacional de Cinema Fantàstic de Catalunya l'octubre de 2007. Fou distribuïda per Walt Disney Studios Motion Pictures Spain, i estrenada en cinemes a Espanya el 12 de setembre de 2008.

## Recepció
Peter Debruge de Variety va valorar que "més intel·ligent del que podria suggerir la seva trama a l'estil Most Dangerous Game", la pel·lícula ofereix al director "amb un aparador elegant per als seus talents i una plataforma per a comentaris socials, tot i que el missatge sembla com una idea posterior".
Mirito Torreiro de Fotogramas va valorar la pel·lícula amb 3 sobre 5 estrelles, tenint en compte que si bé la pel·lícula no estava exempta de qüestions com l'exigència als espectadors de creure la primera trobada entre els personatges de Sbaraglia i Valverde, és compensat per elements com "la seva impecable posada en escena".